# Casilda Flores Morales
Casilda Flores Morales (Oaxaca de Juárez, 9 de abril de 1910 - 29 de marzo de 1995) fue una comerciante mexicana que ejerció el oficio de elaboración de aguas frescas, las aguas de Casilda, las cuales forman parte de la gastronomía oaxaqueña. En honor a ella, el grupo folclórico Chinas oaxaqueñas de Casilda, recibe su nombre y participan en la tradición de las fiestas y cultura de Oaxaca.

## Biografía
Casilda Flores Morales nació el 9 de abril de 1910 en la ciudad de Oaxaca, en la calle Trujano número 22 del Barrio de Juan Diego. Bisnieta de Juana Ruiz fue pionera comerciante de aguas frescas. Su padre, Faustino Flores Sernas, era originario de La Natividad, comunidad perteneciente al Distrito de Ixtlán en la Sierra Norte de Oaxaca. Su madre, Luisa Morales Contreras, provenía de la Ciudad de Oaxaca, y fue quien transmitió la tradición de la preparación y venta de aguas frescas. También fue sobrina de María González Morales, conocida como la “Horchatera de Oaxaca”, quien es considerada la inventora de la horchata de almendra con tuna.
Creció dentro de una familia conservadora junto con tres hermanos: Esperanza, Celestino y Dolores. No pudo asistir a la escuela, ya que a las mujeres de ese tiempo les estaba vedado instruirse.
Desde pequeña tuvo la necesidad de ayudar a su madre en los trabajos del hogar y sobre todo en la preparación y venta de aguas frescas. En 1926, a la edad de 16 años, le fue otorgada la licencia número 590 como expendedora de aguas frescas, según consta en el Archivo Histórico Municipal de Oaxaca.
En diciembre de 1929, Casilda Flores Morales se casó con Severiano Valera Vera, originario de Villa Hidalgo Yalalag, con quien tuvo dos hijos. Casilda Flores enviudó a los veintidós años de edad.

### Lucha social
Doña Casilda estuvo envuelta en acontecimientos políticos de gran importancia en Oaxaca. Participó activamente en los movimientos que derivaron en las renuncias de los gobernadores Edmundo Sánchez Cano y Manuel Mayoral Heredia en 1947 y 1952. La lucha social de Casilda en estos años permitió que el pueblo oaxaqueño, cansado de abusos, se uniera para exigir fueran respetados sus derechos y pudieran liberarse de malos gobiernos. Participó en el movimiento de 1968 en México, en actividades políticas junto a estudiantes del Instituto de Ciencias y Artes del Estado, hoy Universidad Autónoma Benito Juárez de Oaxaca. Rechazó la propuesta del Partido Revolucionario Institucional (PRI) de ser diputada. Tras desdeñar la diputación, doña Casilda dejó claro que su compromiso era con ella y sus compañeras del mercado, no con el gobierno, ni con los reflectores.
Al lado de Doña Casilda, otras personas comerciantes se unieron a movimientos sociales. Algunas de ellas son: “La China Frutera”, mujer de la costa, la cual tenía su puesto en las calles de 20 de Noviembre y Las Casas; con Austreberto Aragón Maldonado, forjador de cuchillos; Jacinta “La Maicera” y Mercedes “La Frijolera”.
Casilda Flores Morales murió el 29 de marzo de 1995.

## Cultura oaxaqueña

### Gastronomía

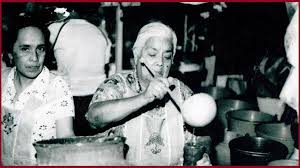
Doña Casilda en su puesto de aguas frescas

Los tatarabuelos de Casilda fueron los que iniciaron la tradición familiar de la preparación y venta de agua fresca. Su abuela y su madre eran las únicas personas que hacían la cerveza de piña y limón con chía. Su madre realizaba la venta de aguas en el jardín de la constitución, en lo que ahora se conoce como el zócalo, donde funcionó durante muchos años como mercado.
En 1894, cuando se construyó el mercado “Porfirio Díaz”, ahora Mercado Benito Juárez, a Luisa Morales, madre de Casilda le fue asignado el lugar que había pertenecido a Petrona Contreras, abuela materna de Casilda, sitio que hasta la fecha la familia ha conservado a través de varias generaciones.

### Aguas y sabores tradicionales
Los sabores tradicionales son: Tunate con guacamote y nuez, Cerveza de piña (que ya no existe y de la que ahora ni se acuerdan), Chilacayota, Chía con limón, Horchata de almendra con tuna, Horchata con piña, Horchata con limón, Horchata con melón, Horchata de semilla de melón, Durazno con la horchata de almendras, guanabana con la horchata de almendras.

### Tradición, procesos artesanales e innovación
Las aguas que se elaboran desde inicios del siglo XX, mantienen los procesos que Casilda Flores heredo a su familia. Las aguas no ocupan ningún sabor artificial, ningún colorante, conservan lo natural, hacen diario las aguas, diario van al molino. Desde temprano se prepara todo y solo para ese día. Los procesos son muy limpios y artesanales, un ejemplo es que rayan el limón en la chilmolera.

### Chinas Oaxaqueñas
Las Chinas Oaxaqueñas representan una gran tradición en las fiestas patronales de la ciudad de Oaxaca. Estos grupos de danza floclórica representados por solo mujeres, promueven la danza, la cultura, el baile, la indumentaria y el sentir de las fiestas y tradiciones en la ciudad de Oaxaca Existe en la ciudad de Oaxaca un grupo de chinas oaxaqueñas que lleva el nombre de Casilda para rendirle homenaje.  

### Día de la Samaritana en Oaxaca
El Día de la Samaritana, es una tradición oaxaqueña, que convoca a compartir y recibir agua de sabores, se celebra durante el cuarto viernes de Cuaresma, en la capital del Estado de Oaxaca, en este día, las casas, comercios y dependencias públicas se adornan con bugambilias y se comparten aguas de sabores, para recordar el pasaje en que Jesús le pidió agua a la Mujer samaritana.

#### Cómo nace la tradición
La tradición de regalar aguas frescas nació por el año de 1958 con Casilda Flores. Por aquel año comenzó a obsequiarlas a estudiantes del Instituto de Ciencias y Artes del Estado de Oaxaca, hoy, Universidad Autónoma "Benito Juárez" de Oaxaca (UABJO) en la pila de Juan Diego localizada en la calle de Trujano. Después la tradición fue adoptada y replicada por dependencias públicas, comercios, escuelas y familias, siendo éste uno de los momentos de mayor fiesta y convivencia entre la población de la capital y el turismo.

## Historia familiar y legado

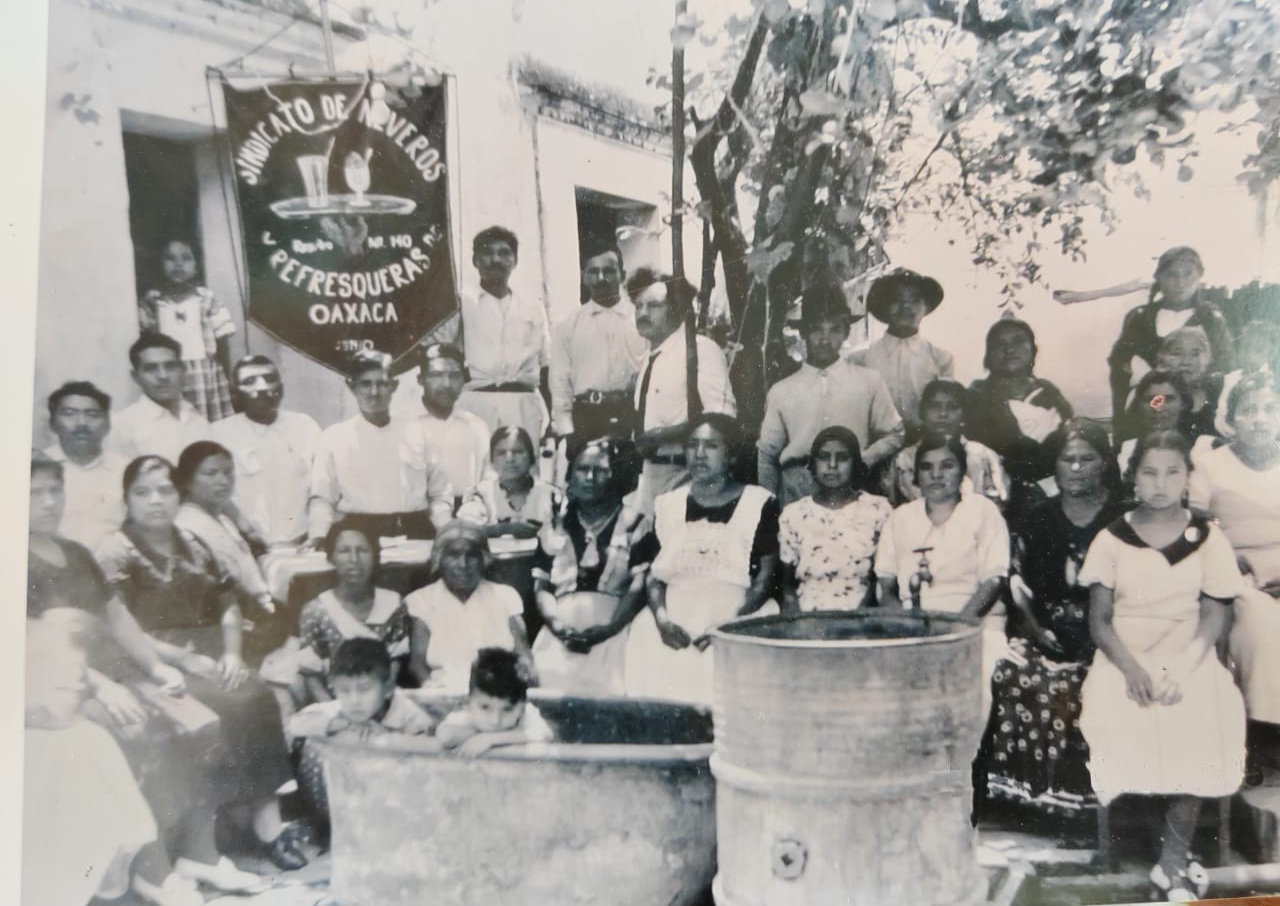
Sindicato de Neveros y Aguafresqueros en Oaxaca

Casilda Flores tuvo dos hijos, Gerardo (1932-2007) y Teresa "La chatita" (1933-2012), ambos crecieron en el oficio de su madre, aunque Teresa "La chatita" es quien lo desarrolla toda su vida y Gerardo lo retoma más adelante, heredando el oficio a sus hijas Irinea del Socorro Valera Avella (Coco) y Humberta Cruz Rodríguez (Berta), Claudia y Fátima. Casilda deja de ir al puesto de aguas en 1986 y su hija "La Chatita" quien creció en el puesto, fue aguarefresquera de manera natural, le dedicó toda su vida a las aguas frescas, al morir, queda su hermano Gerardo. En la actualidad las nietas de Casilda, Coco y  Berta son las principales en atender el puesto, con ellas se empieza la remodelación del puesto y ellas se han encargado de que la tradición de las aguas frescas continúe, incluyendo nuevos sabores y respetando los procesos tradicionales y artesanales para elaborar las aguas. Se toma como aniversario del puesto Aguas de Casilda el día 15 de octubre de 1926, basado en el documento de permiso de Casilda para poner su puesto en el mercado.

## Homenajes póstumos
En 1989 fue publicado el libro Casilda la Horchatera, publicación en la que ella misma narró sus vivencias. El 26 de marzo de 1996, el Instituto Oaxaqueño de las Culturas otorgó un reconocimiento póstumo a sus hijos Gerardo y María Teresa Valera Flores 
El 9 de abril de 1996 con motivo de su aniversario de natalicio en la Casa de la Cultura Oaxaqueña se develó un busto en homenaje, escultura realizado por la artista Argelia Esperón Flores.